# Mongolia ai Giochi della XXXI Olimpiade
La Mongolia ha partecipato ai Giochi della XXXI Olimpiade, che si sono svolti a Rio de Janeiro, Brasile, dal 5 al 21 agosto 2016, con una delegazione di 43 atleti impegnati in 9 discipline. Portabandiera alla cerimonia di apertura è stato il judoka Battulgyn Temüülen, alla sua prima Olimpiade.
La rappresentativa mongola, alla sua tredicesima partecipazione ai Giochi estivi, ha conquistato una medaglia d'argento e una di bronzo.

## Medagliere
| Medaglia | Atleta                     | Sport    | Evento                |
| -------- | -------------------------- | -------- | --------------------- |
| Argento  | Dorjsürengiin Sumiyaa      | Judo     | 57 kg femminile       |
| Bronzo   | Dorjnyambuugiin Otgondalai | Pugilato | Pesi leggeri maschile |